# Jezioro Borowskie
Jezioro Borowskie – jezioro w woj. wielkopolskim, w powiecie chodzieskim, w gminie Szamocin, leżące na terenie Doliny Środkowej Noteci.

## Dane morfometryczne
Powierzchnia zwierciadła wody według różnych źródeł wynosi od 1,7 ha do 3,36 ha (lustra wody) lub 3,36 ha (ogólna).
Zwierciadło wody położone jest na wysokości 63,7 m n.p.m.

## Hydronimia
Według spisu opracowanego przez Komisję Nazw Miejscowości i Obiektów Fizjograficznych (KNMiOF) nazwa tego jeziora to Jezioro Borowskie. Dane z państwowego rejestru nazw geograficznych podają tę samą nazwę i nie podają nazw obocznych.